# Open Kloosterdag
Open Kloosterdag is een landelijke dag in Nederland. De voorgaande edities vonden plaats in 2000, 2003, 2006, 2008, 2012 en 2014. Circa zestig kloosters zijn te bezoeken zodat men onder andere kan kennismaken met het religieuze leven in deze tijd.
De dag wordt georganiseerd door de Konferentie Nederlandse Religieuzen (KNR). 2008 is uitgeroepen tot het jaar van het Religieus Erfgoed.
In 2008 viel het samen met de Roepingenzondag dat als thema heeft de kerk rekent op jou.